# Empyrean Isles
Empyrean Isles - четвертий студійний альбом американського джазового піаніста Гербі Генкока, записаний в 1964 році для Blue Note Records .  
Альбом був записаний у студії Van Gelder, Englewood Cliffs, штат Нью-Джерсі, 17 червня 1964 р.  Альбом записаний квартетом, до складу якого входили також Фредді Хаббард (корнет), Рон Картер (контрабас) і Тоні Вільямс (барабани).  Усі чотири композиції написані Генкоком. 

## Трек-лист
| #  | Назва               | Тривалість |
| -- | ------------------- | ---------- |
| 1. | «One Finger Snap»   | 7:20       |
| 2. | «Oliloqui Valley»   | 8:28       |
| 3. | «Cantaloupe Island» | 5:32       |
| 4. | «The Egg»           | 14:00      |

| Bonus tracks on 1999 CD release | Bonus tracks on 1999 CD release    | Bonus tracks on 1999 CD release |
| #                               | Назва                              | Тривалість                      |
| ------------------------------- | ---------------------------------- | ------------------------------- |
| 5.                              | «One Finger Snap» (alternate take) | 7:37                            |
| 6.                              | «Oliloqui Valley» (alternate take) | 10:47                           |